# Nannophlebia imitans
Nannophlebia imitans är en trollsländeart. Nannophlebia imitans ingår i släktet Nannophlebia och familjen segeltrollsländor.

## Underarter
Arten delas in i följande underarter:
- N. i. imitans
- N. i. infans